# حماسه (آلبوم)
حماسه یک آلبوم موسیقی، اثر آهنگساز و موسیقی‌دان ایرانی، احمد پژمان است. این اثر در سال ۱۳۵۵ نوشته و توسط ارکستر فیلارمونیک لندن به رهبری احمد پژمان اجرا و ضبط شد. آلبوم موسیقی حماسه در سال ۱۳۸۰ توسط شرکت طنین صوت در ایران منتشر شد.

## قطعات
| ردیف | نام قطعه        | زمان  |
| ---- | --------------- | ----- |
| ۱    | پای‌کوبان        | ۶:۵۰  |
| ۲    | دره خاموش       | ۳:۱۰  |
| ۳    | طلوع            | ۴:۲۷  |
| ۴    | مهاجمین         | ۳:۵۳  |
| ۵    | غروب            | ۳:۳۲  |
| ۶    | سوارکاران       | ۳:۰۴  |
| ۷    | آوای جنگل       | ۵:۳۸  |
| ۸    | نقش‌ها و خاطره‌ها | ۱۳:۰۰ |
| ۹    | حماسه           | ۹:۱۳  |

## نقد
اثر ارکسترال حماسه، از جمله آثارِ مهم احمد پژمان در دوران تحصیل، در کنسرواتوار وین (۱۳۴۳ تا ۱۳۵۷) است. او این اثر را به همراه برخی آثار دیگر، تحت تأثیر آموزه‌های استادانش توماس کریستین داوید و «آلفرد اول» نوشت. توجه و اهمیت به ریتم در آهنگسازی و استفاده از تم‌ها و موتیف‌های موسیقی نواحی ایران، از جمله ویژگی‌های آثار پژمان در این دوره بوده‌است.